# Marsoui
Marsoui è un villaggio del Canada, situato nella provincia del Québec, nella regione di Gaspésie-Îles-de-la-Madeleine.